# Gymnothorax hansi
Gymnothorax hansi är en fiskart som beskrevs av Phillip C. Heemstra 2004. Gymnothorax hansi ingår i släktet Gymnothorax och familjen Muraenidae. Inga underarter finns listade i Catalogue of Life.